# Нападение на офис Save the Children в Джелалабаде
Нападение на офис Save the Children в Джелалабаде — террористический акт, произошедший 24 января 2018 года в Джелалабаде, городе в восточной афганской провинции Нангархар. Боевики, связанные с «Исламским государством» — провинция Хорасан, взорвали бомбу и обстреляли офис Save the Children. В результате 6 человек погибли и 27 получили ранения.

## История
Save the Children — британская неправительственная организация (НПО), которая оказывает помощь детям в развивающихся странах через здравоохранение, образование и экономические инициативы. Группа работает в Афганистане с 1976 года, и по состоянию на 2018 год её программы действуют в шестнадцати из тридцати четырёх провинций страны. Благотворительные организации, такие как Save the Children, часто становятся мишенью боевиков в Афганистане. Например, в мае 2017 года шведская неправительственная организация в Кабуле, «Операция „Милосердие“», стала объектом нападения, в результате которого два человека погибли, а в 2010 году десять членов международной офтальмологической группы были застрелены боевиками «Талибана» в провинции Нуристан.

## Атака
Вскоре после 9:00 по местному времени 24 января 2018 года террорист-смертник в машине взорвал взрывчатку перед зданием организации Save the Children. За взрывом последовало нападение по меньшей мере четверых вооруженных боевиков, попытавшихся штурмовать здание. По словам свидетелей, некоторые из нападавших были одеты в форму афганской полиции. Между афганскими силами безопасности и нападавшими завязалась перестрелка, продолжавшаяся более восьми часов. 45 человек в комплексе были спасены спецназовцами. Все нападавшие были убиты, шесть мирных жителей, в том числе трое сотрудников Save the Children, были убиты, по меньшей мере 27 человек, в том числе трое афганских военнослужащих, получили ранения.

## Ответственность
Талибы отрицают причастность к нападению. ИГ взяло на себя ответственность, заявив, что атака была нацелена на западные институты. После нападения организация Save the Children приостановила деятельность в Афганистане.